# Shane O'Neill (futbolista)
Shane Edward O'Neill (Midleton, República de Irlanda, 2 de septiembre de 1993) es un futbolista estadounidense que juega como defensor.

## Trayectoria

### Colorado Rapids
O'Neill fue parte de la academia del Colorado Rapids desde 2009, y el 19 de junio de 2012 firmó su primer contrato profesional con el club. Hizo su debut en septiembre de ese mismo año en la victoria 3-0 sobre los Portland Timbers, convirtiéndose así en el primer jugador de una academia de la MLS en hacer su debut profesional en la liga.

### Apollon Limassol
El 7 de agosto de 2015, el Colorado Rapids anunció que O'Neill había sido fichado con el Apollon Limassol de Primera División de Chipre.

### Royal Mouscron-Péruwelz
Días después de llegar al Apollon Limasol, fue enviado a préstamo al Royal Mouscron-Péruwelz de la Primera División de Bélgica antes de que se cerrase el libro de pases esa temporada.

### Cambridge United
El 1 de febrero de 2016, O'Neill fue cedido nuevamente, esta vez al Cambridge United de la Football League Two de Inglaterra.

## Selección nacional

### Selecciones inferiores
En junio de 2013, O'Neill fue incluido en la lista de 21 jugadores que representaron a Estados Unidos en la Copa Mundial de Fútbol Sub-20 en Turquía en ese mismo mes. Anotó un gol en el torneo, en la última fecha de la primera ronda ante Ghana.
En abril de 2014, O'Neill fue incluido en la primera convocatoria de la en ese entonces recientemente creada selección sub-21 de los Estados Unidos para un campamento de entrenamiento en California que sirvió para comenzar a sentar las bases del equipo sub-23 que compitió en las eliminatorias a los Juegos Olímpicos de Río de Janeiro de 2016.

#### Participaciones en Copas del Mundo
| Mundial                  | Sede    | Resultado      | Partidos | Goles |
| ------------------------ | ------- | -------------- | -------- | ----- |
| Copa Mundial Sub-20 2013 | Turquía | Fase de grupos | 2        | 1     |

### Selección absoluta
O'Neill fue convocado a la selección mayor estadounidense por primera vez el 24 de enero de 2015, cuando fue incluido en la lista final de futbolistas que viajarían a Chile para un amistoso frente a la selección de ese país en Rancagua el 28 de ese mes.

## Clubes
| Club                             | País           | Año       |
| -------------------------------- | -------------- | --------- |
| Colorado Rapids                  | Estados Unidos | 2012-2015 |
| Apollon Limassol                 | Chipre         | 2015-2017 |
| Royal Mouscron-Péruwelz (cedido) | Bélgica        | 2015      |
| Cambridge United F. C. (cedido)  | Inglaterra     | 2016      |
| NAC Breda (cedido)               | Países Bajos   | 2016-2017 |
| S. B. V. Excelsior               | Países Bajos   | 2017-2018 |
| Orlando City S. C.               | Estados Unidos | 2018-2019 |
| Seattle Sounders F. C.           | Estados Unidos | 2020-2021 |
| Toronto F. C.                    | Canadá         | 2022-2024 |